# 高雄展覧館駅
高雄展覧館駅（たかおてんらんかんえき、カオシュンてんらんかんえき）は台湾高雄市苓雅区苓東里にある高雄捷運環状軽軌の駅。駅番号はC8。新光碼頭公園内に位置する。将来は計画中の高雄捷運黄線と接続する計画がある。

## 駅構造

### 環状軽軌
相対式ホーム2面2線の地上駅。
| 地上                                       |                                                 |
| 成功二路                                   |                                                 |
| 歩道                                       |                                                 |
| 相対式ホーム、右側のドアが開く。簡易改札機 |                                                 |
| 内回り・下り                               | ←■環状軽軌 哈瑪星・鼓山区公所方面（旅運中心駅） |
| 外回り・上り                               | →■環状軽軌 籬仔内・凱旋公園方面（軟体園区駅）→  |
| 相対式ホーム、右側のドアが開く。簡易改札機 |                                                 |
| 歩道                                       |                                                 |

## 歴史
BOT方式での計画時は新光路駅という仮称で、入札が流れ市が自主建設に切り替えたときに新光公園となった。
- 2013年6月4日 - 起工[1]。
- 2015年3月29日 - 駅名が「高雄展覧館」に決定[2][註 1]。
- 2016年6月26日 - 当駅までプレ開業[3][4][5]。
  - 7月4日 - 正式開業。運賃無料は継続。
- 2017年6月30日 - 駁二大義まで延伸開業に伴い途中駅に[6]。運賃無料は継続。

## 駅周辺
- 高雄捷運■紅線三多商圈駅
- 新光碼頭（中国語版）（星光水岸公園）
- 台鉄高雄臨港線新光駅（廃止。ホームが保存されている）
- 高雄展覧館
- 高雄85ビル
- 高雄市立図書館総館
- 海洋之星
- 三多影城（シネコン）
- 宏総亜太財経広場（高層ビル：zh:宏總亞太財經廣場）
- 美麗島大道自転車道起点（新光路→中山路→火車站）

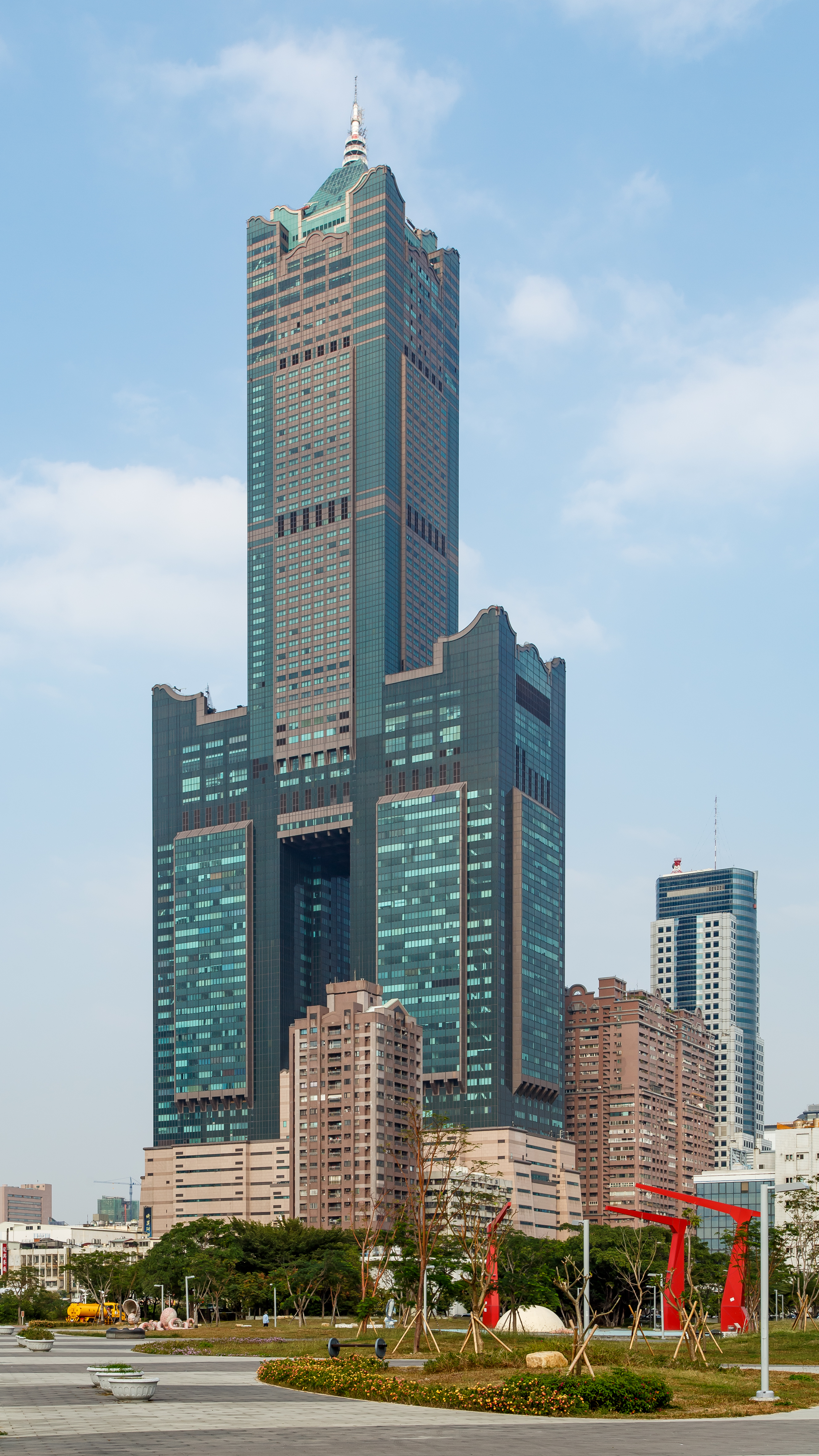
高雄85ビル
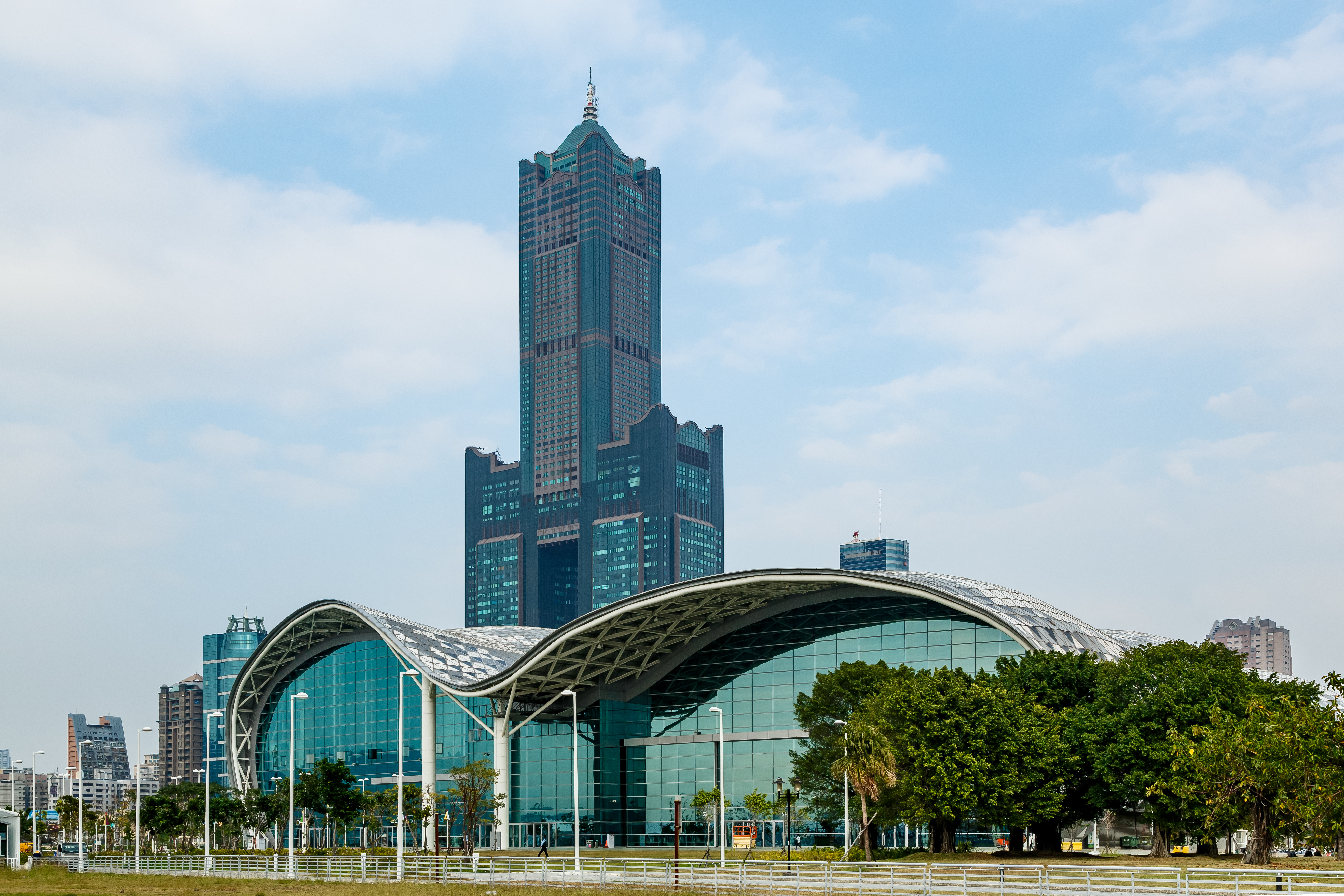
高雄展覧館と85ビル
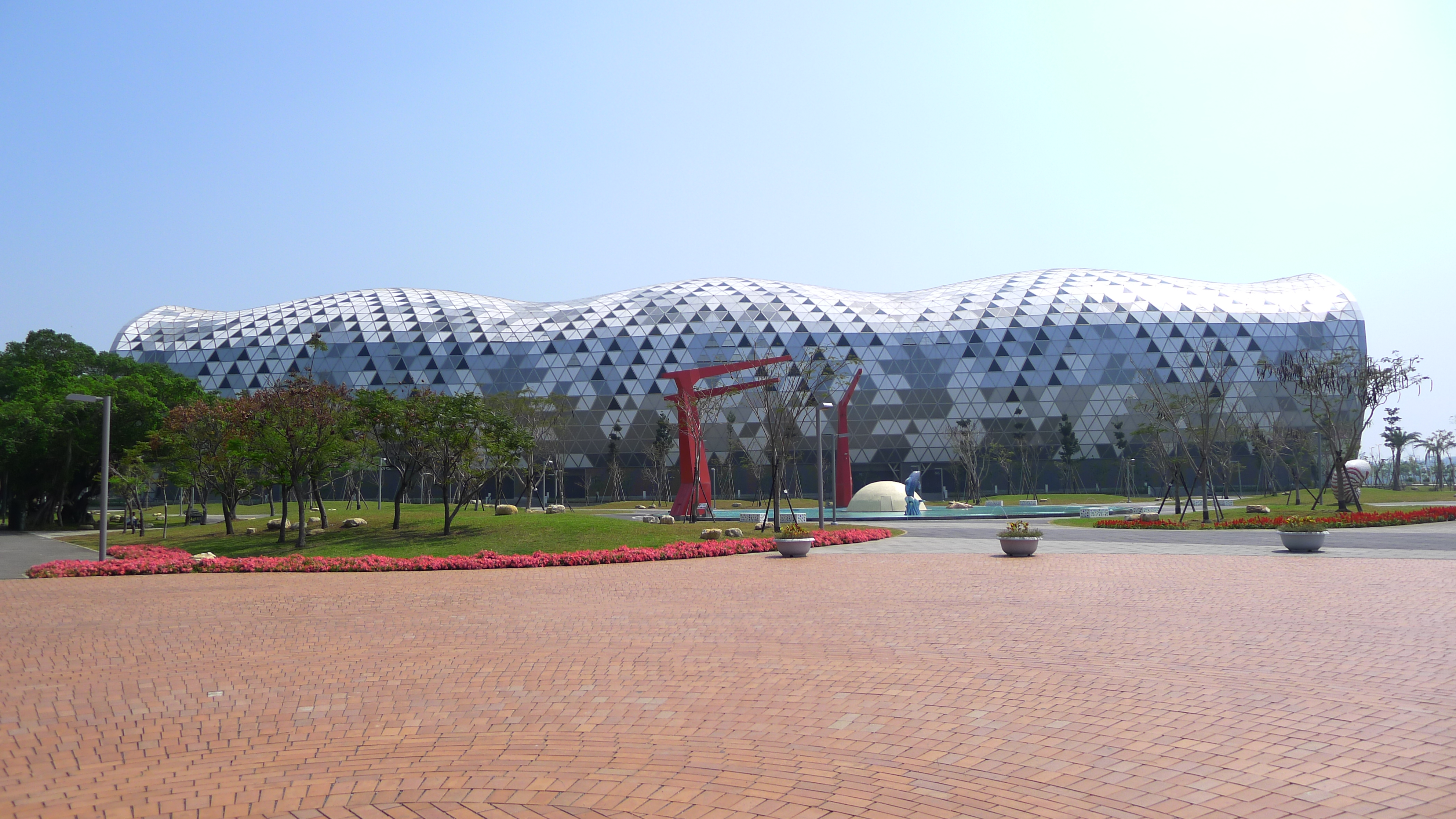
水岸公園と高雄展覧館
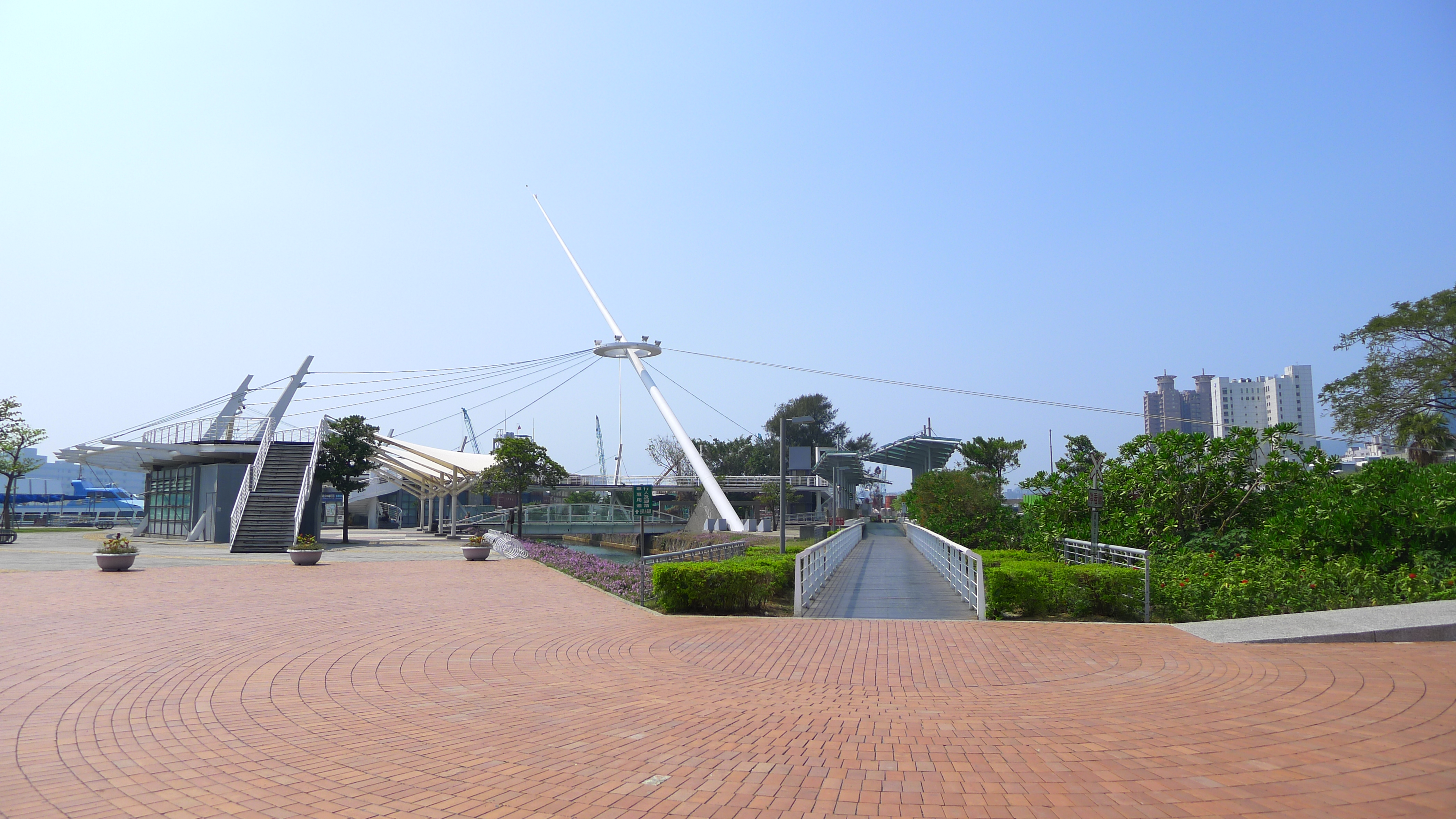
星光水岸公園
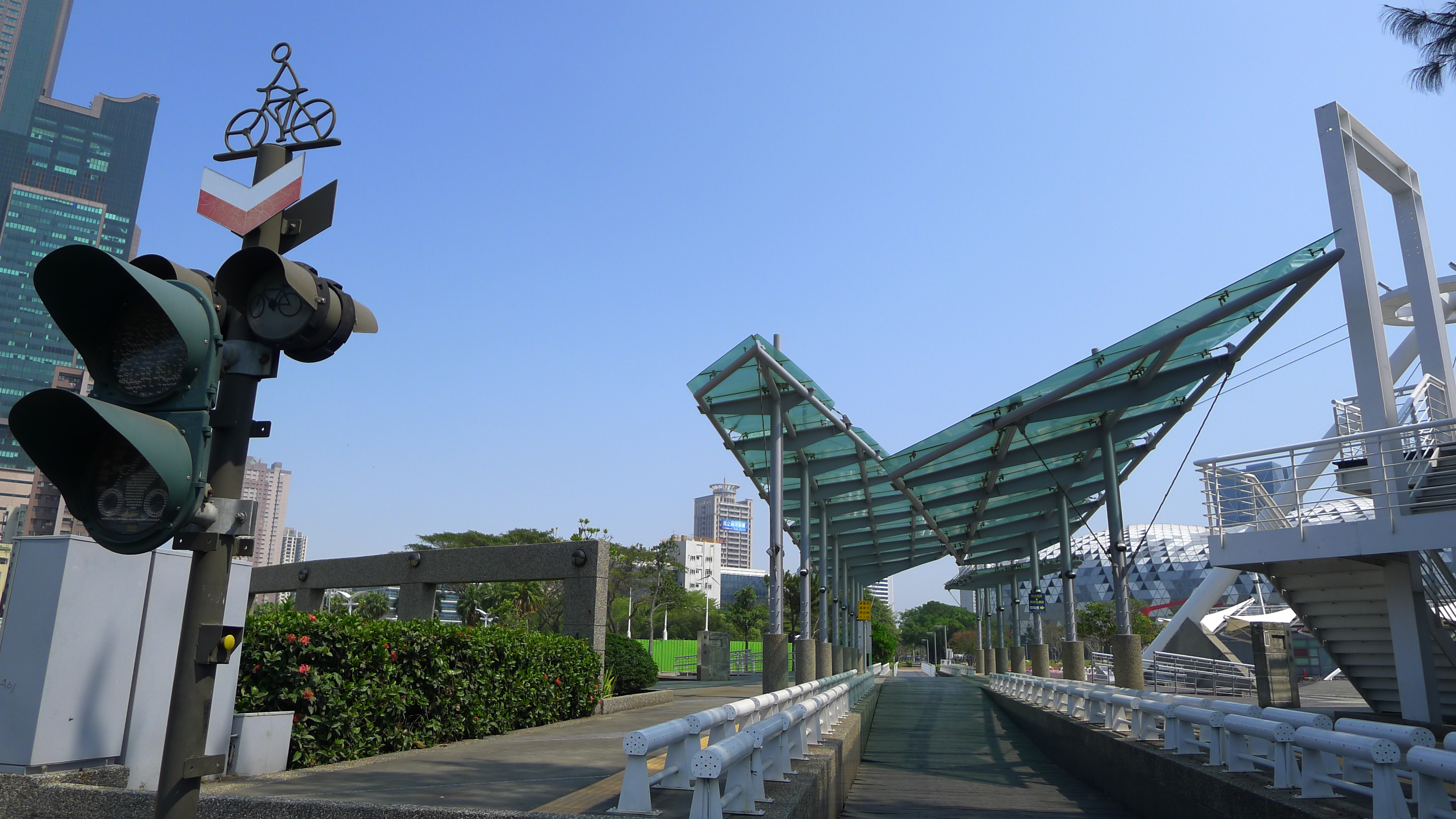
高雄臨港線新光駅ホーム跡
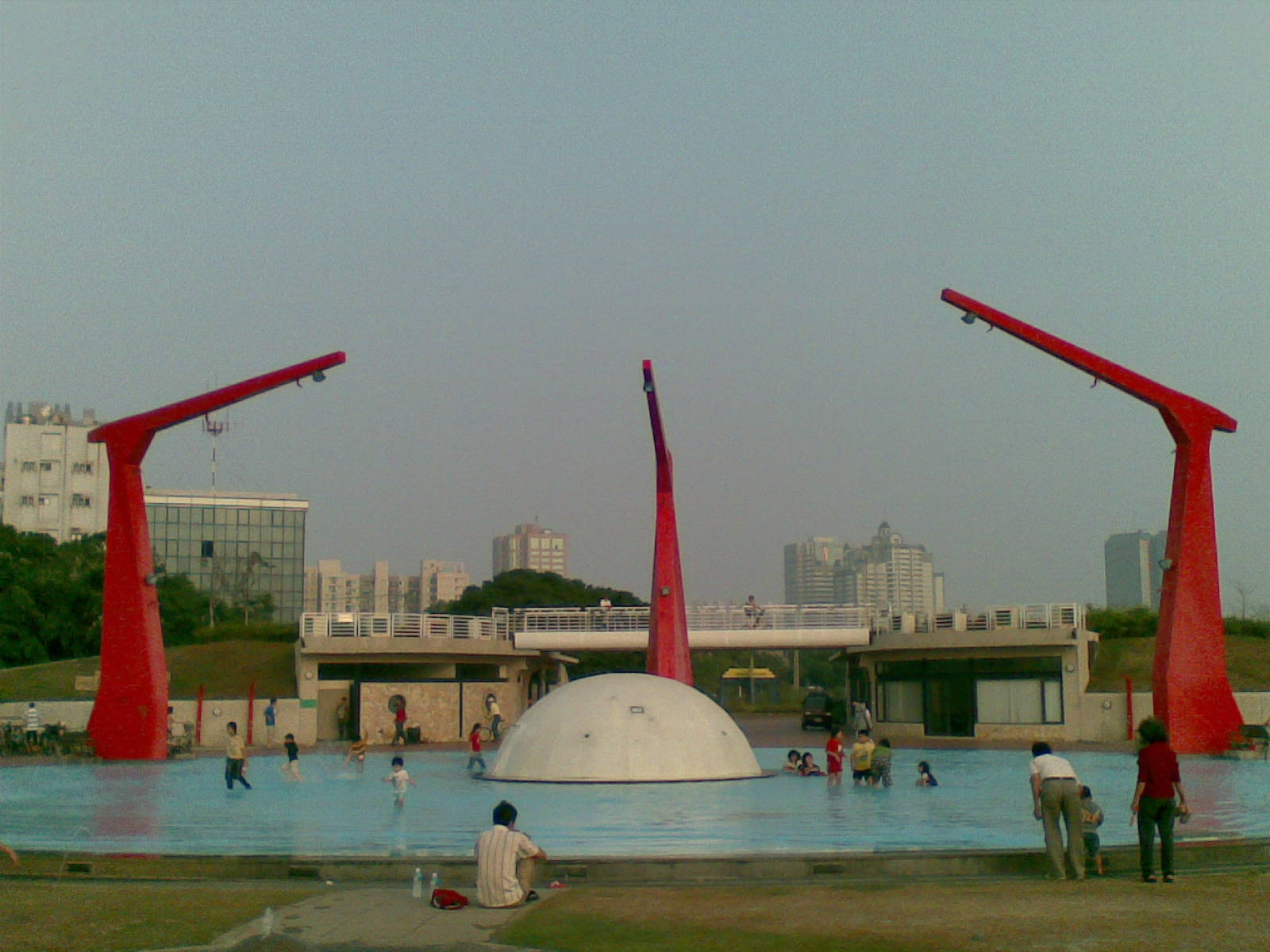
海洋之星（新光碼頭）
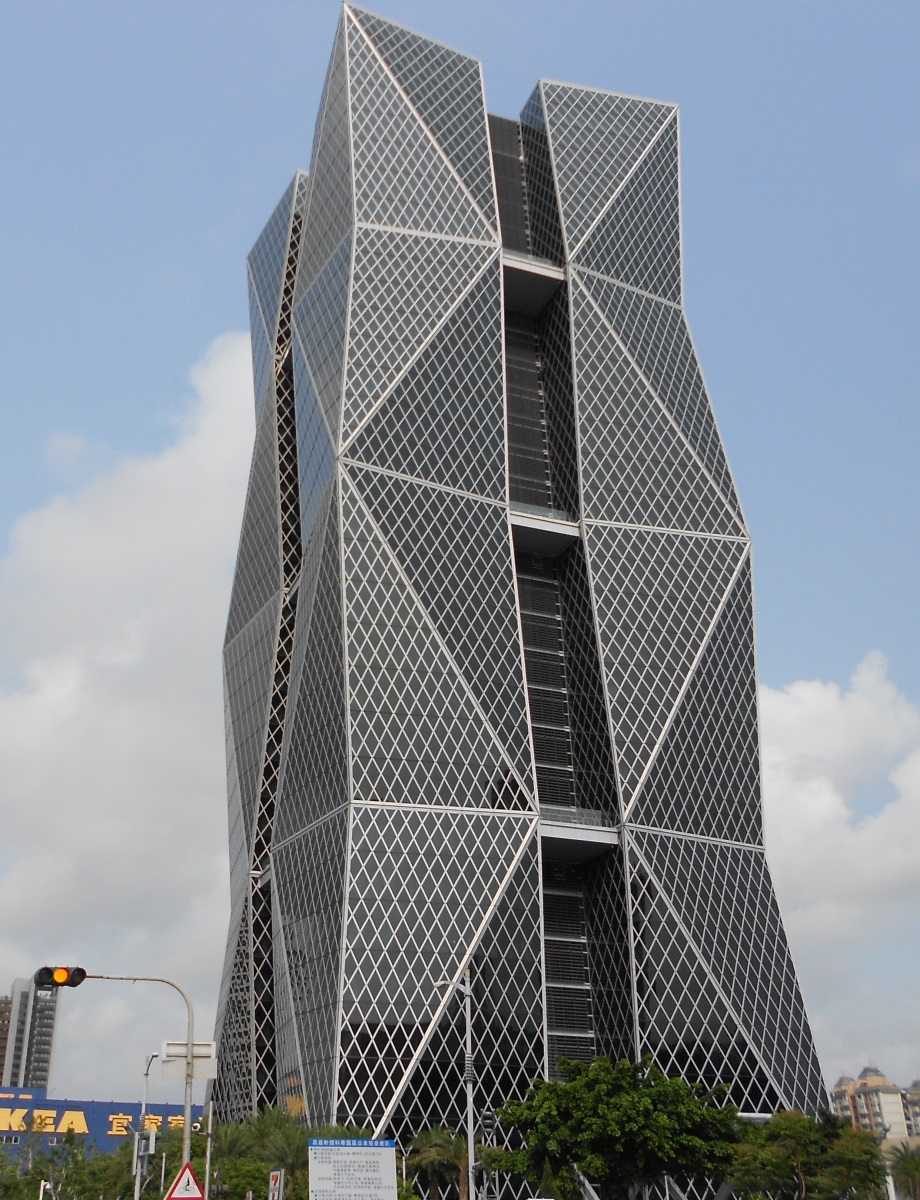
中国鋼鉄本社ビル
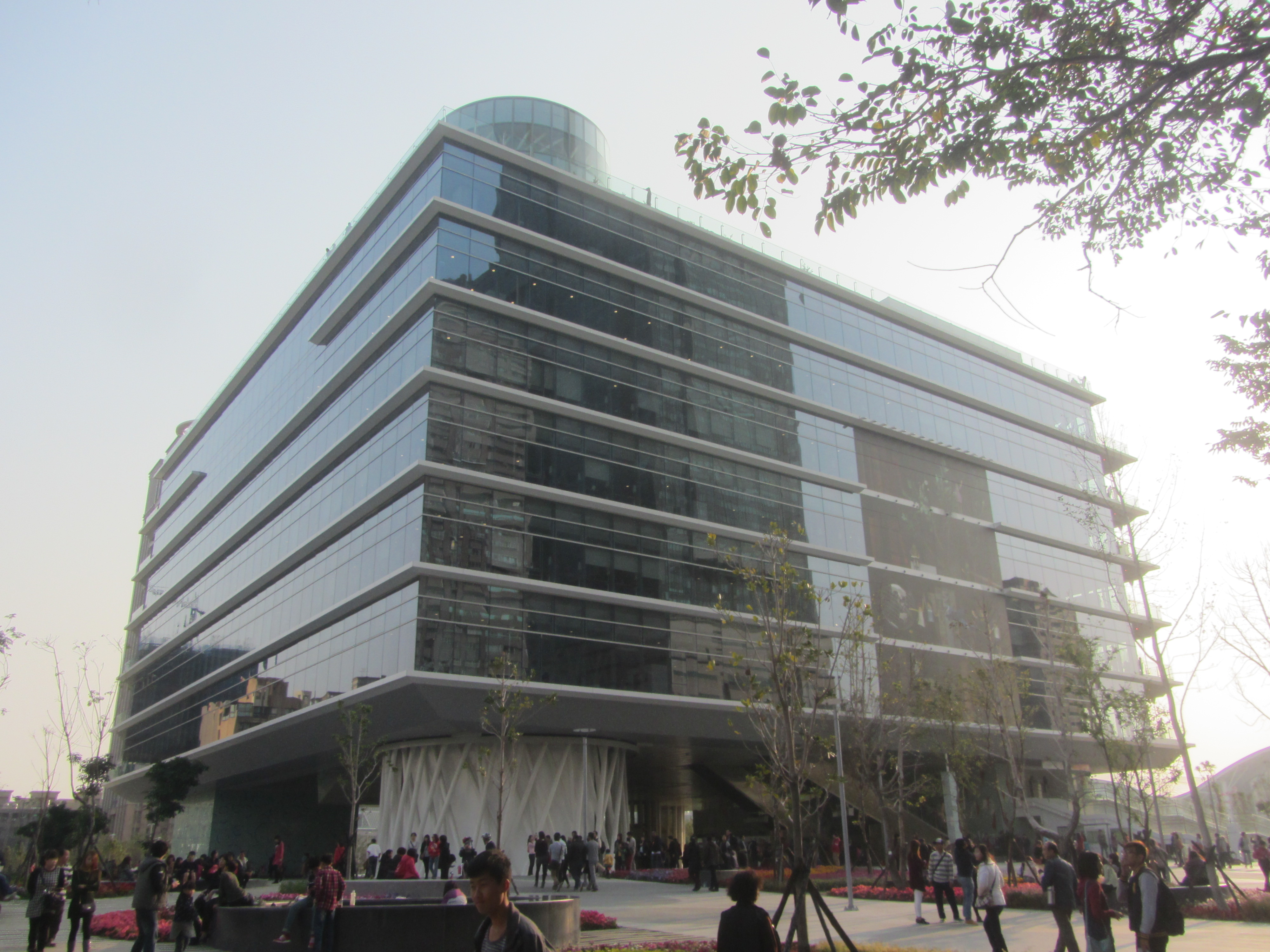
高雄市立図書館総館
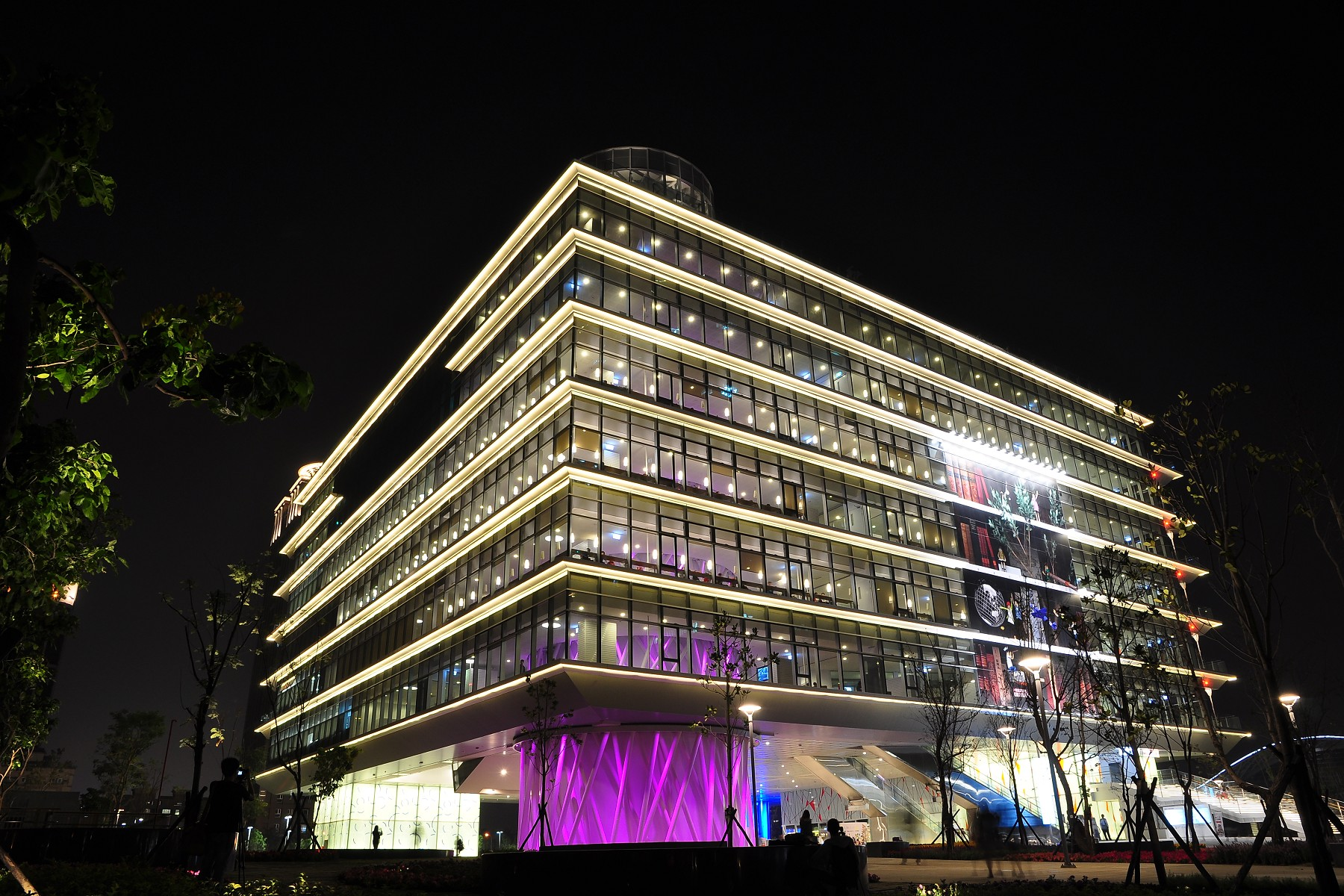
高雄市立図書館総館の夜景
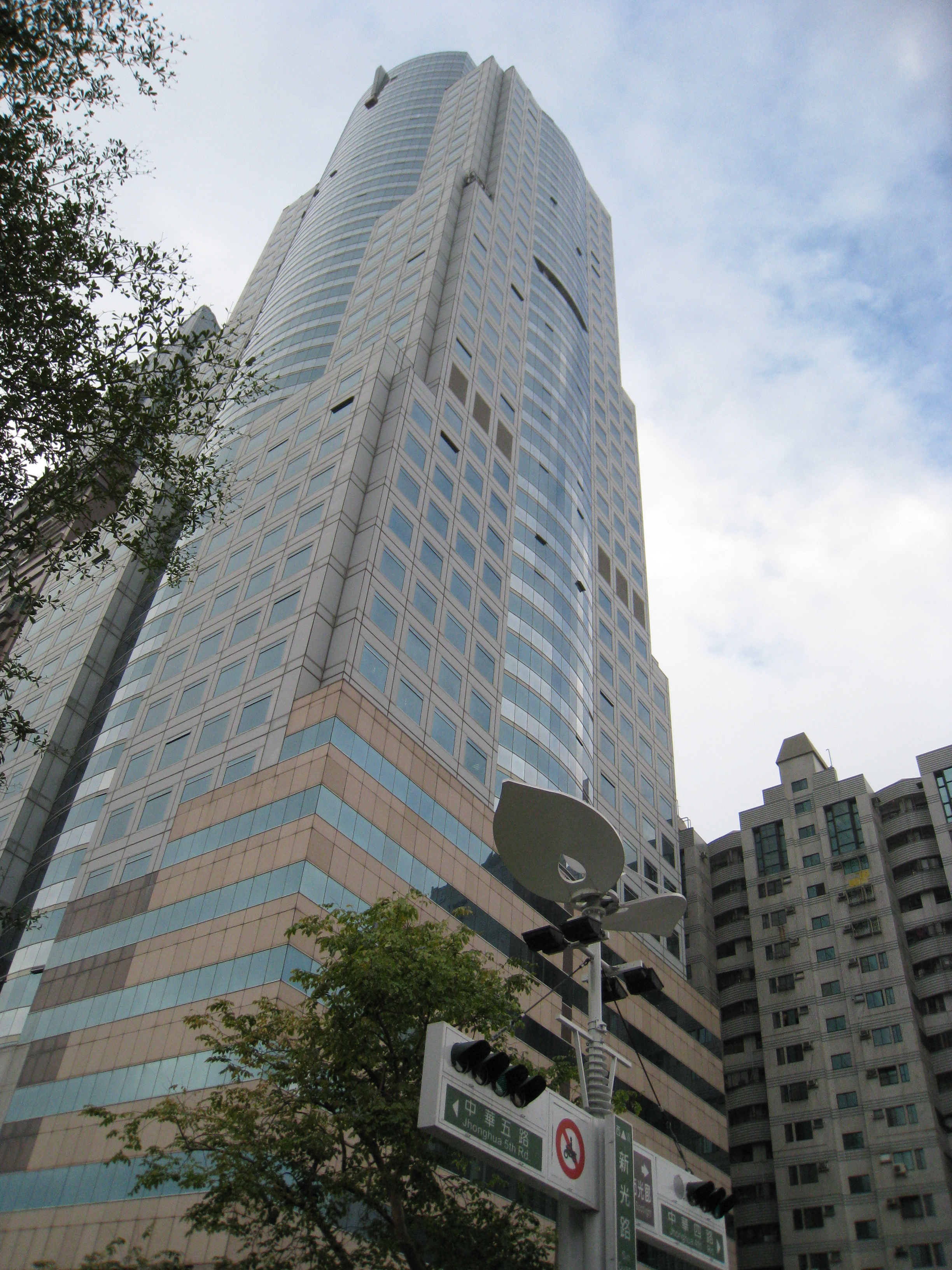
宏総亜太財経広場

## バス
高雄市公車
| 系統                       | 事業者   | 区間               | 備考     |
| -------------------------- | -------- | ------------------ | -------- |
| 環状幹線/環東幹線（168東） | 漢程客運 | 金獅湖站－金獅湖站 | 二段運賃 |
| 環状幹線/環西幹線（168西） | 漢程客運 | 金獅湖站－金獅湖站 | 二段運賃 |
| 214A                       | 港都客運 | 小港站－歴史博物館 |          |
| 214B                       | 港都客運 | 前鎮站－歴史博物館 |          |
| 紅21                       | 統聯客運 | 建軍站－三多商圏駅 |          |
| 紅21区間                   | 統聯客運 | 建軍站－図書総館   |          |

## 隣の駅
高雄捷運
■環状軽軌
軟体園区駅 C7 - 高雄展覧館駅 C8 - 旅運中心駅 C9